# ムアイヤドゥッディーン・ウルディー
ムアイヤドゥッディーン・ウルディー（Muʾayyad al‐Dīn al‐ʿUrḍī, 1200年頃生 - 1266年頃没）は、13世紀に活躍したムスリムの天文学者。トゥースィーの招聘に応じてマラーガ天文台の設立に携わった。13-15世紀のイスラーム圏の天文学者のなかで、非プトレマイオス型の天体運行モデルを提唱した最初の人物である。数学者、建築家、技術者でもある。

## 生涯
全名は、ムアイヤッド＝ル・ミッラー・ワ＝ッ・ディーン・ムアイヤド・ブン・バリーク，アル・ウルディー＝ル・アーミリー＝ッ・ディマシュキー（Muʾayyad (al‐Milla wa‐) al‐Dīn (Muʾayyad ibn Barīk [Burayk]) al‐ʿUrḍī (al‐ʿĀmirī al‐Dimašqī) (مؤيد (الملة و)  الدين  (مؤيد ابن بريك)   ألعرضي (العامري الدمشقي）である。
ウルディーは西暦1200年ごろに生まれた。出生地は13世紀当時、アレッポの近くにあったウルド（ʿUrḍ）という名前の小さな村である。
ウルディーは、詳細な年は不明であるが1239年より前のいずれかの時点で村を出てダマスクスに移り住み、そこで技術者として物を作ったり、幾何学を人に教えたりしていた。ウルディーの論文「観測について」（Risālat al‐Raṣd）における自己言及によると、ウルディーは、このダマスクス時代に、なにがしかの「完璧な装置」を制作してヒムスの統治者マンスール・イブラーヒームに捧げた。
13世紀中ごろ、イルハン朝のフレグが、ナスィールッディーン・トゥースィーに命じてマラーガに天文台を作らせようとしていた。トゥースィーはウルディーの助けを必要とし、ウルディーはトゥースィーの招聘に応じて1259年にイラン高原北西部のマラーガへ移った。
マラーガ天文台は、マラーガの町から少し離れた丘の上に建てられた。ウルディーはその天文台のある丘の上まで飲み水を運ぶための上水施設と揚水車を1261年又は1262年に作った。また、Muhyi al-Dīn al-Maghribī(英語版)とともに、天文台の観測機器の製作にも携わった。
ウルディーの息子も天文台で活動を続け、父の著作 Kitāb al‐Hayʾa の写本を制作したほか、1279年に天球儀を制作した。この天球儀はザクセン選帝侯アウグストが1526年に購入し、それ以来ドレスデンにある。

## 業績
ウルディーの業績は、数理天文学の理論と観測機器の製作の両面にわたる。上に記したように、トゥースィーの求めに応じてマラーガ天文台（英語版）の観測機器の製作にかかわり、また観測器械について Risālat al-Raṣdという著作を残している。
現在、彼の名を知らしめているのは、天文理論ないしは宇宙論に関する著作 Kitāb al-Hayʾa (كتاب الهيئة) である。本書の写本は、ボドリアン図書館にBodleian ms. Marsh 621 として所蔵されていたが、Saliba (1979) がこれをウルディーの Kitāb al-Hayʾa の写本であることを示した。この写本の分析により、ウルディーが同時期のトゥースィーに先んじて非プトレマイオス的な惑星理論を完成させていたことが明らかになった。
11世紀初頭にイブン・ハイサムが『プトレマイオスへの懐疑』を著したあたりから、イスラーム圏の天文学者の間では、2世紀のプトレマイオスが『アルマゲスト』で示した天文理論を再検討する動きが活性化していた。プトレマイオスの理論は、当時の観測精度の範囲内で現象を簡潔に説明したものの、アリストテレスの自然学と反し、また直感的にも不自然な部分があった。そこで、首尾一貫した自然学の理論と整合した天文学の理論が求められた。
ウルディーはそうした知的活動に参加した天文学者の一人である。ウルディーの他に、トゥースィーやシーラーズィーら、この問題に取り組んだ・取り組むことになる学者が、マラーガ天文台に在籍することになる。彼らを「マラーガ学派」とよび、同様のアプローチをとった14世紀ダマスカスのイブン・シャーティルも含めることもある。ただし、「学派」という語から連想されるほどの強い連携が彼らの間にあったわけではない。
アリストテレスは天球は地球の中心を通る軸のまわりに等速回転するとした。「マラーガ学派」の研究者らはこれをやや緩めて、等速回転であれば中心はどこであってもよいとし、周転円や離心円を許容した。その立場からしても、『アルマゲスト』で用いられた、エカントや周転円面の振動は正当化されなかった。前者は回転の速度の変化を許容し、後者は回転ですらない。

赤い波線がウルディーのモデル。の惑星の運行モデル。黒い実線はプトレマイオス、青い破線はイブン・シャーティルのモデル。

「マラーガ学派」で最初にまとまった成果を上げたのは、ウルディーであった。ウルディーは「ウルディーの補題」とよばれる、それ自体は非常に初等的な定理を巧みに用いて、エカントを除去することに成功した。すなわち、エカントを伴った離心円を、離心円一つと周転円一つで非常によく近似できることを示したのである。これを用いて、ウルディーは、プトレマイオスの外惑星と金星の黄経のモデルを書き換えた。右図の赤い線がウルディーのモデルの図示である。点Tは地球で、点Tからずれた点Cd'を中心に反時計回りに回転する円を考え、さらにその円周上の点Ciを中心に同じ向きと速さで回転する小円を措定した。この小円上の点Ce'は、赤い実線の軌道をとる。これは、黒い実線で描かれたプトレマイオスのエカント(点E)を備えた離心円（中心は点Cd）に極めて近い。
やや遅れてトゥースィーも、かなり以前から取り組んでいた別の機構（トゥースィーの対円）を用いて、同様の性質をもったモデルを完成させる。トゥスィーの用いた円の組み合わせはウルディーとは異なるものの、完全に同じ運動を表現する。ただし、円に透明な実在する球体をあてがっていた当時としては、両者は物理的に異なるとされた。
ウルディーは、プトレマイオスの理論の中で、際立って複雑だった月と水星のモデル（両者は同じ機構を用いる）についても代案を示すが、彼の代案はプトレマイオスのモデルの振る舞いとはあまり一致しない。ウルディーは、プトレマイオスのモデルにも十分な証明がないとして自説を擁護するが、後続にはあまり受け入れられていない。
一方、金星と外惑星の黄経のモデルは、同様の路線をとる研究者に引き継がれる。遅れてマラーガ天文台に加わったシーラーズィーは、トゥースィーとウルディー双方のモデルを比較検討し、自らも様々なモデルを試みたが、最終的にはウルディーのモデルを採用する。14世紀ダマスカスのイブン・シャーティルは、ウルディーのモデルと『アルマゲスト』III.3の定理を組み合わせ、離心円を除去した。また、コペルニクスのものはイブン・シャーティルのそれを地球中心に書き直したものと（パラメータの値をのぞいて）一致する。
Kitāb al-Hayʾaは、上記のようなプトレマイオス理論の書き換えのほかに、宇宙論の書としていくつか重要な内容を含んでいる。
まず、日の出前の薄明りの観測から、大気層の厚さ推定をしている。基本的には、11世紀イベリア半島のIbn Muʿādh al-Jayyānī(英語版)の『薄明りの書』と同様の方法である。
また、惑星の配置の順序について、プトレマイオス『惑星仮説』の問題点を指摘している。プトレマイオスは、水星と金星を月の外側で太陽よりも内側に配置した。その際、太陽と月の軌道間の距離の間に、水星と金星の軌道が入るスペースが十分にあることを計算で示した。しかし、その際、水星と金星の半径を無視した上に、非常に大雑把な近似であった。ウルディーは緻密な計算で『惑星仮説』の議論の破たんを示し、金星を太陽の上方に置いた。

ウルディーの影響は、イブン・イブリー（バル・ヘブライウス）やクトゥブッディーン・シーラーズィーに見られるが、さらにイブン・シャーティルの著作にも引用されている。ノイゲバウアーは、イブン・シャーティルの理論とコペルニクスの理論の類似が外惑星はもちろん、月や水星にも及ぶことを指摘し、前者の後者への影響を1957年の論文で主張した。